# Leeds Rhinos RLFC
El Leeds Rhinos Rugby League Football Club (o Leeds Rhinos RLFC) és un club de rugbi lliga anglès de la ciutat de Leeds, West Yorkshire.

## Història
L'any 1864, H.I. Jenkinson publicà un anunci al Leeds Mercury arran del qual es fundà el Leeds St John's. Aquest club es formà el 1870 i era conegut com a Old Blue and Ambers. El Leeds St John's jugà amb aquest nom fins al final de la temporada 1889-90, quan esdevingué secció del Leeds Cricket, Football and Athletic. El 1895 fou membre fundador de la Northern Rugby Football Union, més tard Rugby Football League. El Leeds introduí el mot Rhinos al seu nom l'any 1997.

## Palmarès
- World Club Challenge (2): 2005, 2008
- Superlliga europea de rugbi a 13 (3): 2004, 2007, 2008
- Campionat britànic de rugbi a 13 (3): 1960-61, 1968-69, 1971-72
- Challenge Cup (11): 1909-10, 1922-23, 1931-32, 1935-36, 1940-41, 1941-42, 1956-57, 1967-68, 1976-77, 1977-78, 1999
- Regal Trophy (2): 1972-73, 1983-84[4]
- Rugby League Premiership (2): 1974-75, 1978-79
- Yorkshire Cup (17): 1921-22, 1928-29, 1930-31, 1932-33, 1934-35, 1935-36, 1937-38, 1958-59, 1968-69, 1970-71, 1972-73, 1973-74, 1975-76, 1976,77, 1979-80, 1980-81, 1988-89
- Yorkshire League (14): 1901-02, 1927-28, 1930-31, 1933-34, 1934-35, 1936-37, 1950-51, 1954-55, 1956-57, 1960-61, 1966-67, 1967-68, 1968-69, 1969-70

## Galeria

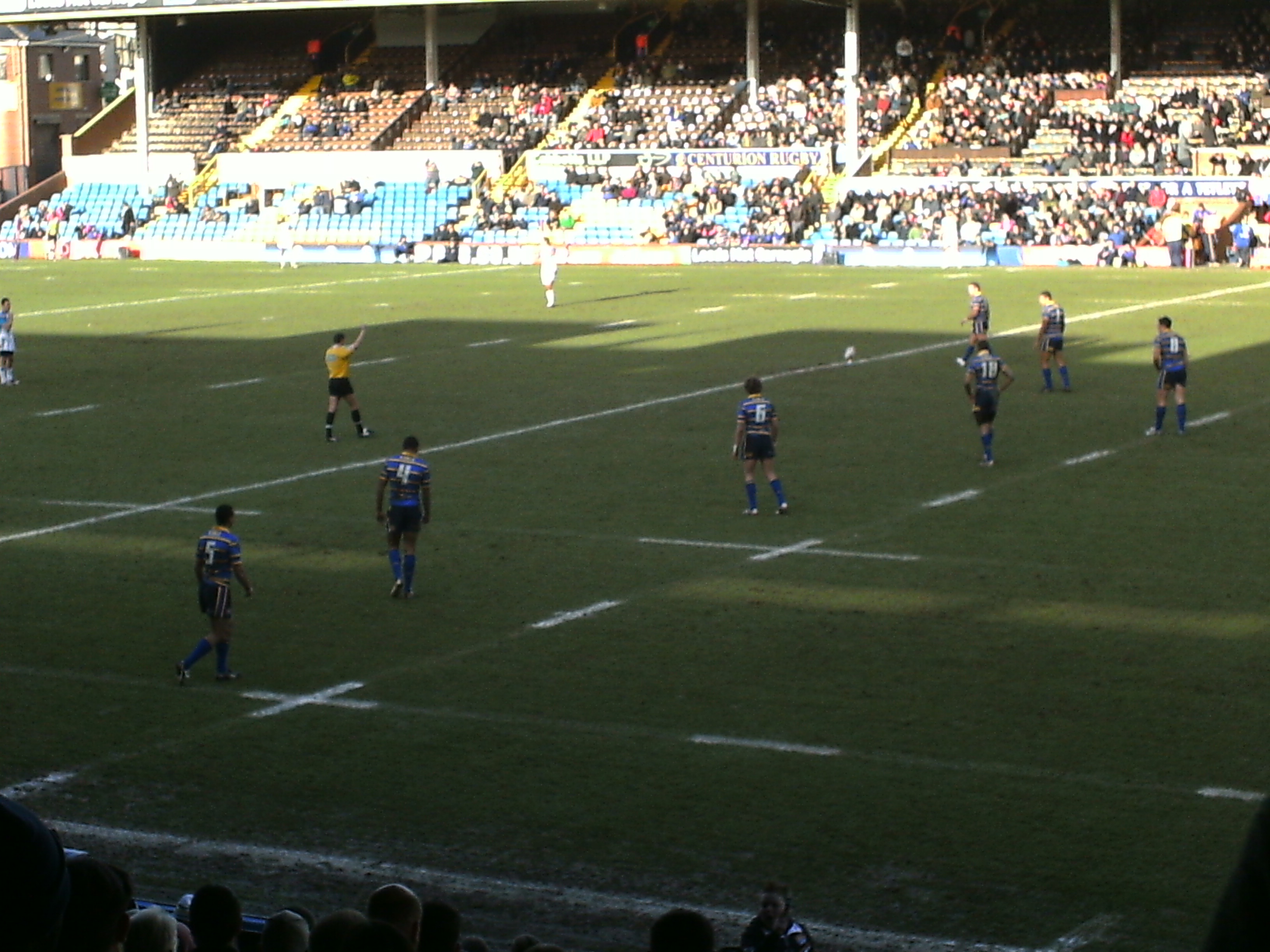
Leeds Rhinos el 2008

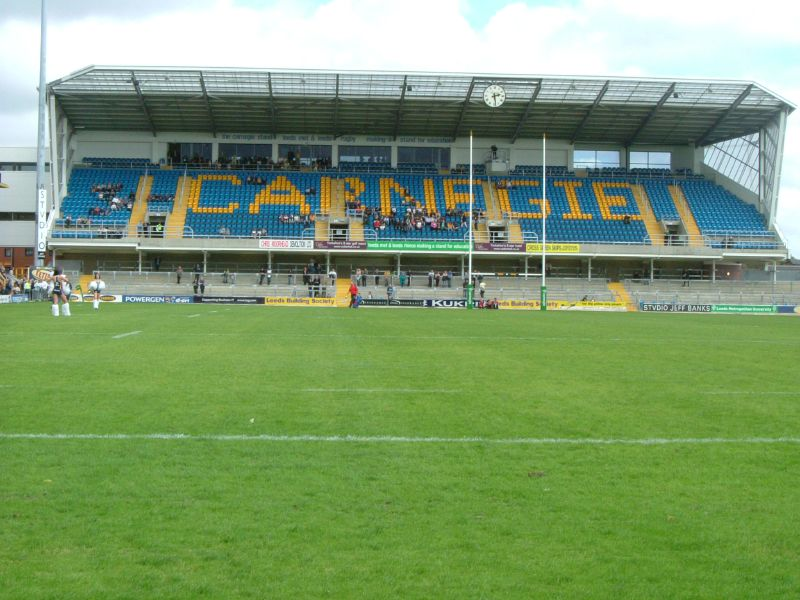
Estadi

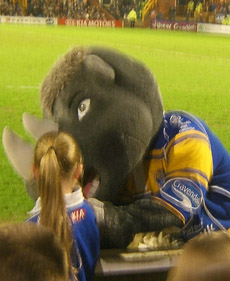
Mascota

|  |  |  |